# Джесс Глінн
Джессіка Ханна Глінн (англ. Jessica Hannah Glynne, нар. 20 жовтня 1989 року, Лондон, Англія) — британська співачка, автор пісень, сольна виконавиця.

## Життєпис
Широка популярність прийшла до співачки в 2014 році, коли вона записала спільний сингл «Rather Be» з електро-гуртом Clean Bandit. Трек очолював багато чартів, включаючи національний чарт Великої Британії. За цю роботу музиканти отримали премію Греммі в номінації кращий танцювальний трек. Далі Джесс записала ще один сингл з Clean Bandit, що отримав назву «Real Love». Обидва треку увійшли до дебютного альбому співачки «I Cry When I Laugh», який вийшов в серпні 2015.

## Дискографія

### Студійні альбоми
- I Cry When I Laugh (2015)

### Сингли

##### Як запрошений артист
- «Rather Be»(Clean Bandit featuring Jess Glynne)
- «My Love»(Route 94 featuring Jess Glynne)
- «Not Letting Go»(Tinie Tempah featuring Jess Glynne)

##### Сольні сингли
- «Right Here»
- «Real Love»(with Clean Bandit)
- «Hold My Hand»
- «Don't Be So Hard on Yourself»

## Тури
У 2015 році Джесс вирушила в тур на підтримку свого сольного альбому в США, Канаді та Великій Британії.